# Kirchdorf an der Iller
Kirchdorf an der Iller település Németországban, azon belül Baden-Württembergben. Lakosainak száma 4042 fő (2023. december 31.). Kirchdorf an der Iller Berkheim és Tannheim községekkel határos.

## Népesség
A település népessége az elmúlt években az alábbi módon változott:
| Lakosok száma | 1568 | 1849 | 2166 | 2376 | 2483 | 3040 | 3518 | 3564 | 3477 | 4042 |
|               | 1961 | 1967 | 1974 | 1980 | 1987 | 1993 | 2000 | 2006 | 2013 | 2023 |